# SN 2007hz
SN 2007hz – supernowa typu Ia odkryta 3 września 2007 roku w galaktyce A210308-0101. W momencie odkrycia miała maksymalną jasność 19,70m.